# Afidnés
Afidnés (Afidnes, Kiourka) är en ort i Grekland.   Den ligger i prefekturen Nomarchía Anatolikís Attikís och regionen Attika, i den sydöstra delen av landet, 27 km norr om huvudstaden Aten. Afidnés ligger 330 meter över havet och antalet invånare är 1 908.
Terrängen runt Afidnés är kuperad.Runt Afidnés är det tätbefolkat, med 762 invånare per kvadratkilometer. Närmaste större samhälle är Acharnes, 16,2 km sydväst om Afidnés. 